# La Réole
La Réole is een gemeente in het Franse departement Gironde (regio Nouvelle-Aquitaine). De plaats maakt deel uit van het arrondissement Langon. La Réole telde op 1 januari 2022 4.441 inwoners.

## Geschiedenis

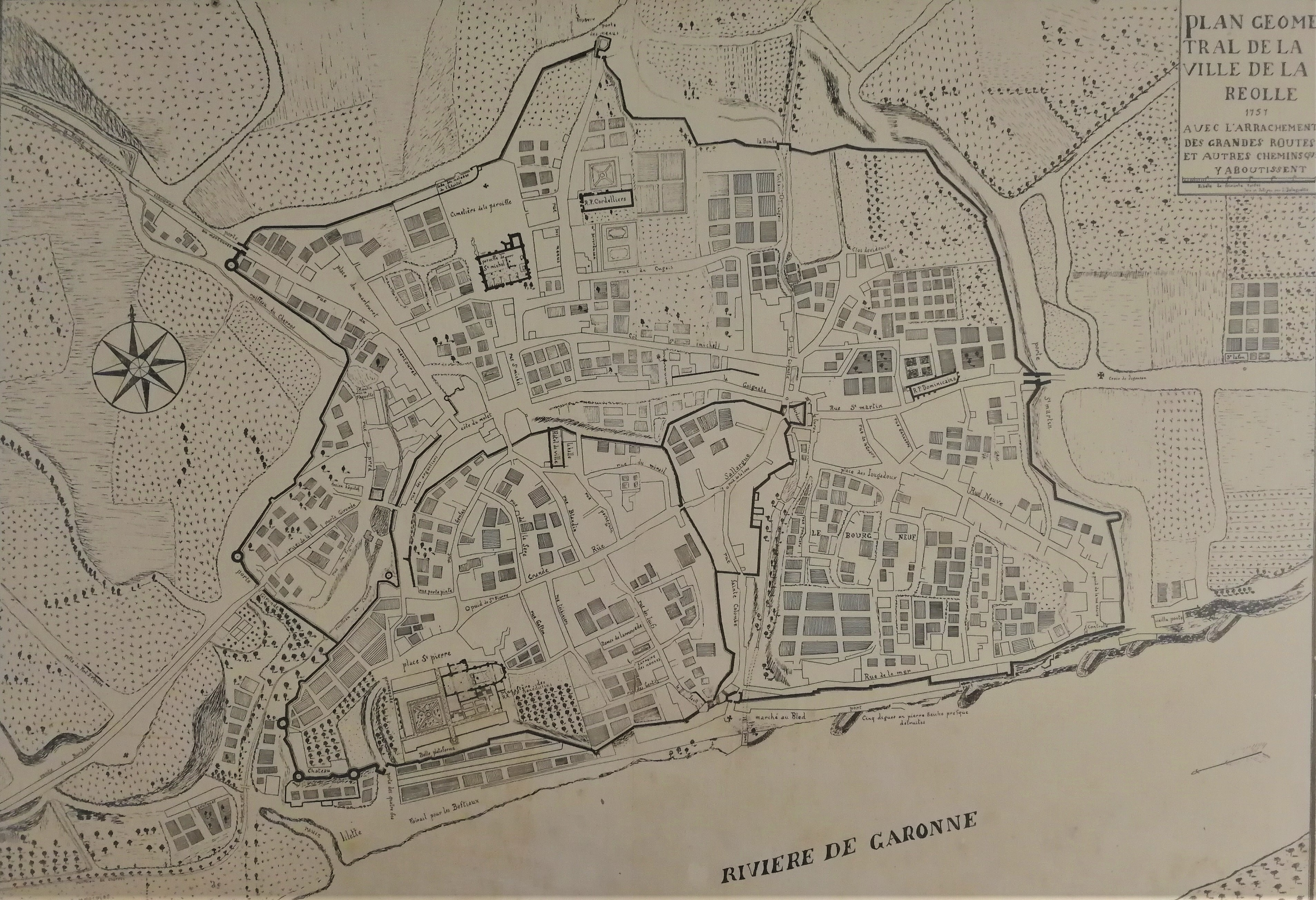
Plattegrond van La Réole (1757)

In 977 werd aan een natuurlijke oversteek over de Garonne een priorij van benedictijnen gesticht die afhing van de abdij van Fleury-sur-Loire. Bij deze priorij ontstond een nederzetting. Richard Leeuwenhart liet in La Réole een kasteel bouwen en gaf de plaats ook een eerste stadsmuur met een lengte van 400 meter. In de volgende jaren kreeg La Réole een eigen stadsbestuur (jurade) en werd een stadhuis gebouwd. In 1254 werd het kasteel herbouwd (het huidige Château des Quat'Sos). Ook de stadsmuur werd verschillende keren aangepast. De laatste stadsmuur uit de 15e eeuw omvatte een gebied van 150 ha. De late middeleeuwen vormden de bloeitijd van La Réole. De stad profiteerde van de rijkdom van de priorij en van de rijke burgerij.
In de 16e eeuw werd La Réole een place de sûreté voor de hugenoten. In 1629 liet kardinaal de Richelieu de versterkingen van de stad afbreken. Het Parlement van Bordeaux nam tot twee maal zijn toevlucht in La Réole, waar het zetelde in het Manoir du Prince Noir. In de 18e eeuw werd de benedictijner priorij volledig herbouwd. Ze werd gesloten na de Franse Revolutie.
In de 19e eeuw kreeg La Réole een treinstation (1855) en een brug over de Garonne (1834). Er kwam ook een departementale gevangenis (die sloot in 1934).

## Geografie
De oppervlakte van La Réole bedroeg op 1 januari 2022 12,53 vierkante kilometer; de bevolkingsdichtheid was toen 354,4 inwoners per km².
La Réole ligt grotendeels op de rechteroever van de Garonne. Het oude stadscentrum ligt op een kalkstenen plateau dat 40 meter boven de Garonne uittorent. La Réole werd gebouwd tussen twee beken die uitmonden in de rivier, de Pinpin in het oosten en de Charros in het westen.

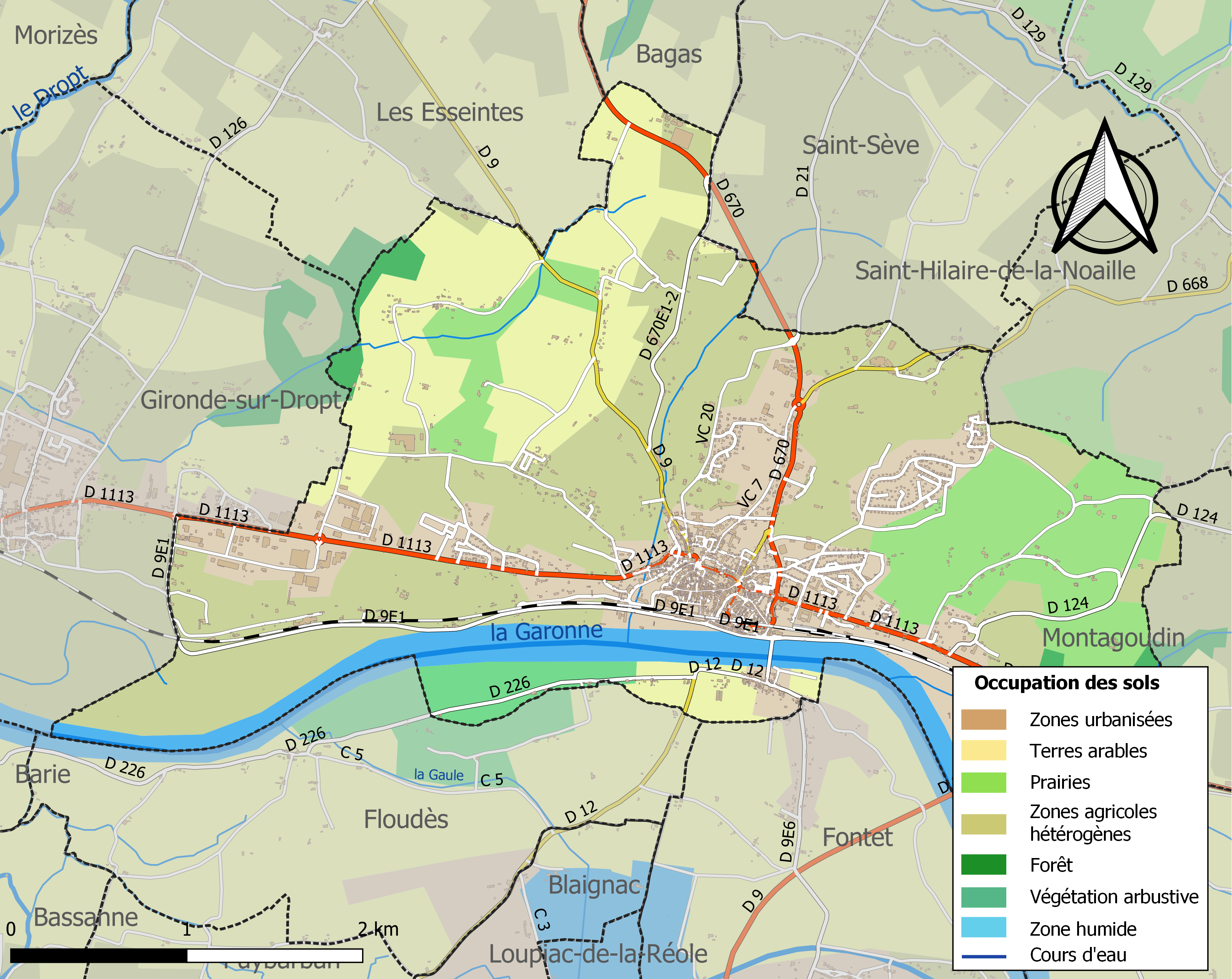
Kaart van de gemeente met belangrijkste infrastructuur, bodemgebruik en omliggende gemeenten

## Demografie
Onderstaande figuur toont het verloop van het inwonertal (bron: INSEE-tellingen).

## Bezienswaardigheden
Het oude stadscentrum bestaat uit smalle en steile straten. Het voormalige stadhuis is gebouwd in romaanse stijl aan het einde van de 12e eeuw.
De kerk Saint-Pierre is de voormalige kerk van de priorij. Ze werd gebouwd tussen het einde van de 12e eeuw en het begin van de 14e eeuw. Ze werd geplunderd in 1577 door de hugenoten en hersteld vanaf 1682. De kloostergebouwen van de priorij dateren uit de 18e eeuw en herbergen nu het gemeentehuis en andere overheidsdiensten.
Het middeleeuwse Château des Quat'Sos (kasteel van de vier zussen) is een vierkante burcht met vier ronde hoektorens. Er zijn enkel delen van de stadsmuren bewaard gebleven. De enige overgebleven stadspoort is de Porte du Sault.

### Galerij

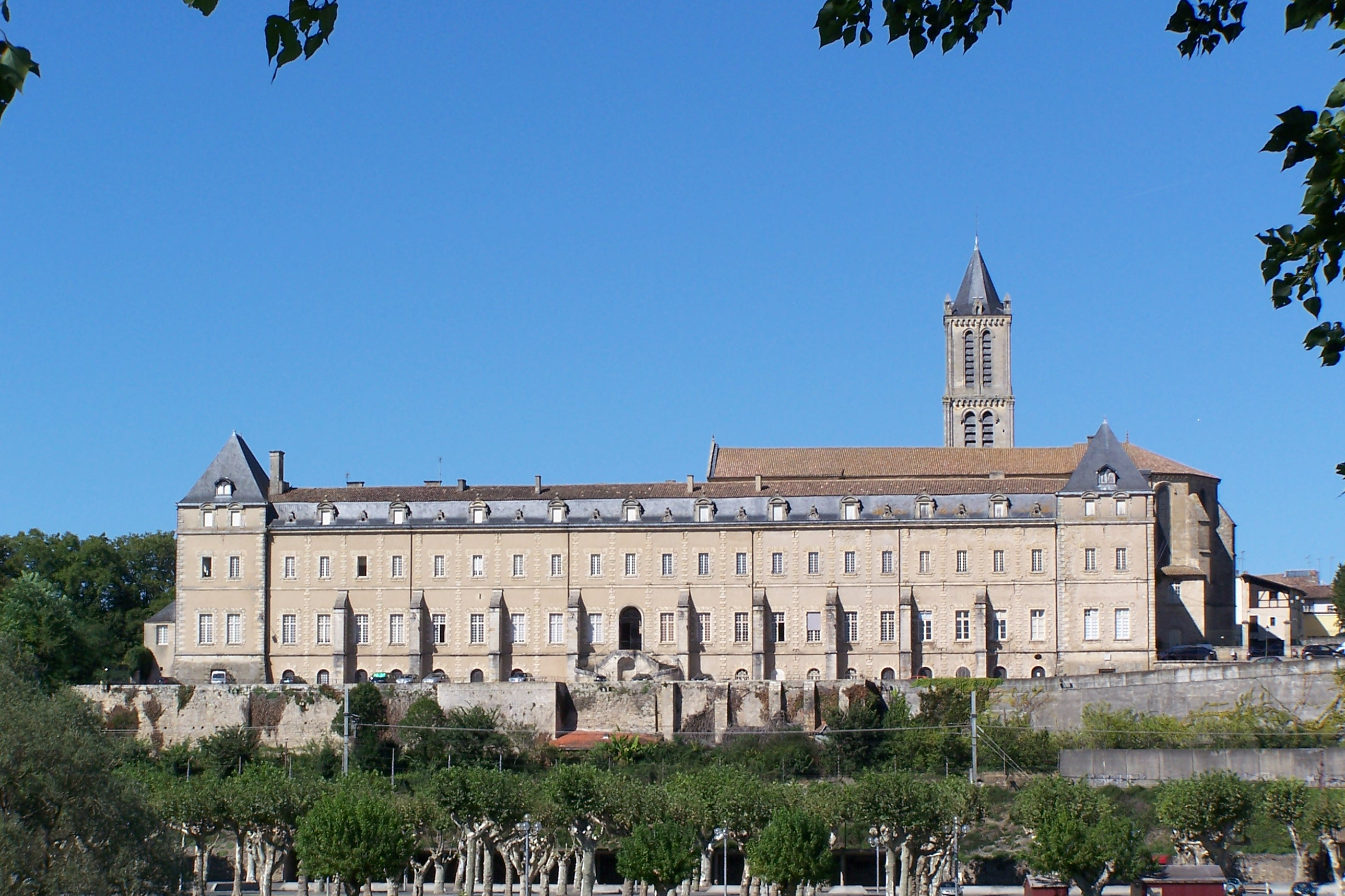
Priorij
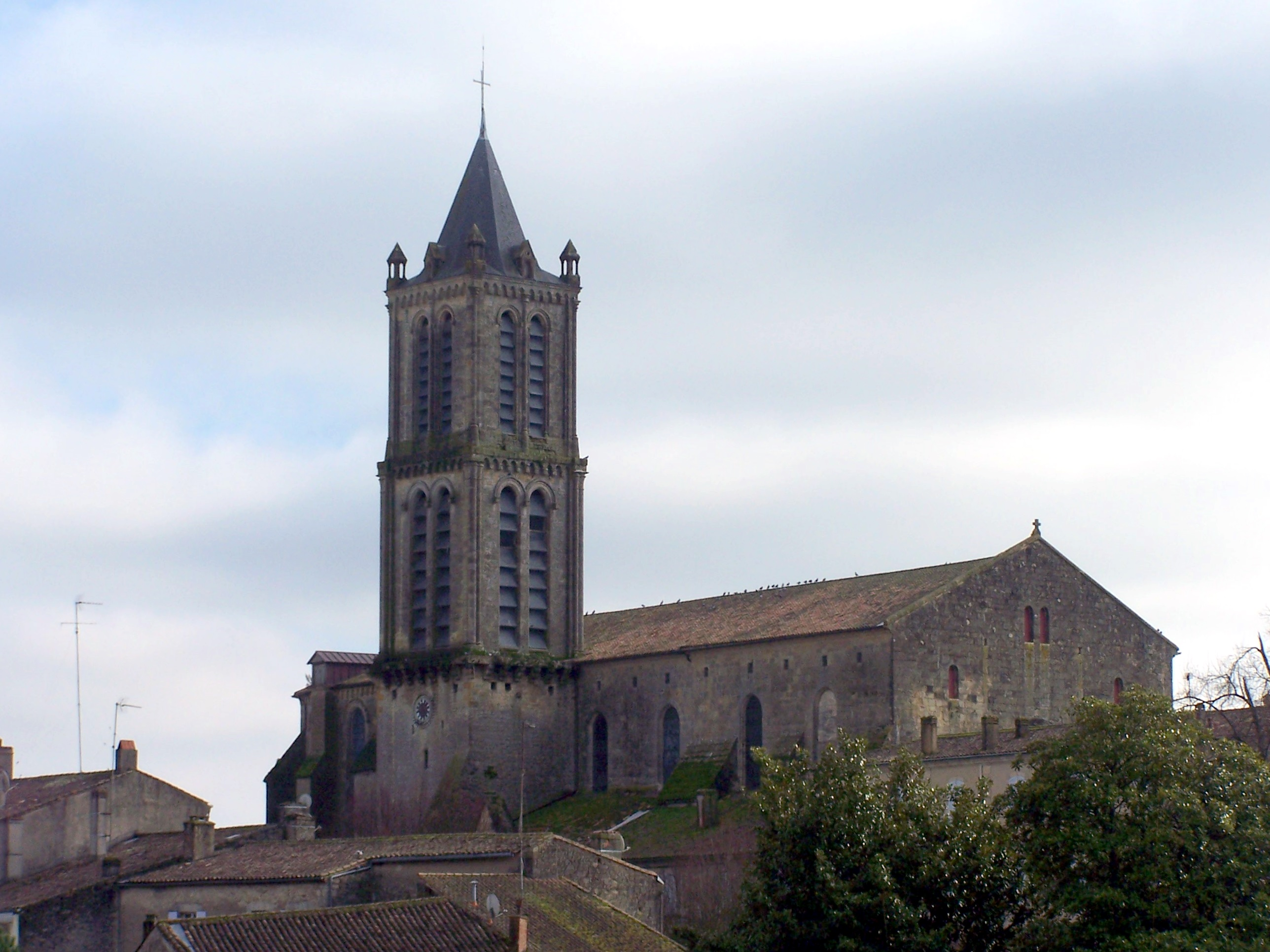
Kerk Saint-Pierre
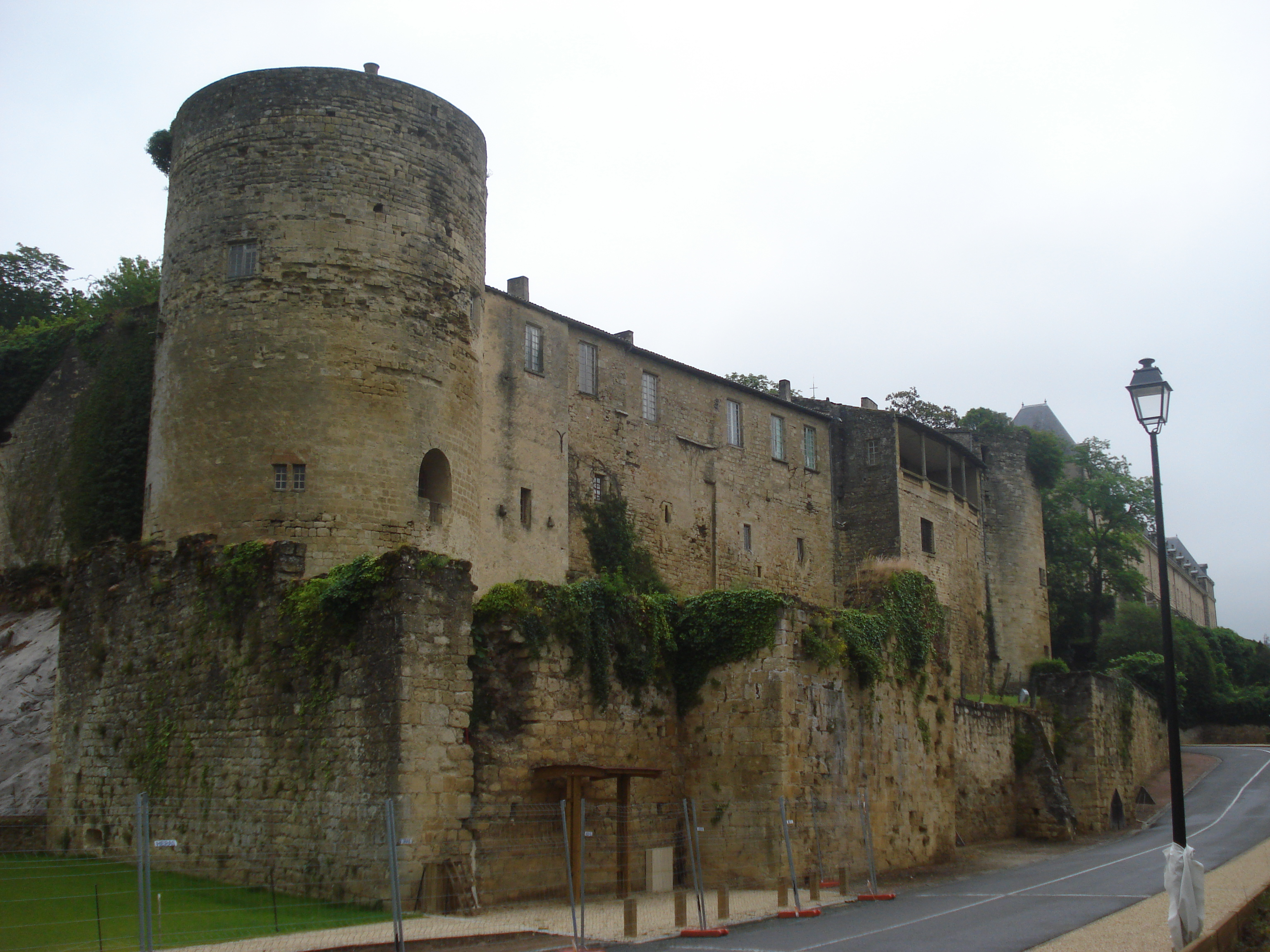
Château des Quat'Sos
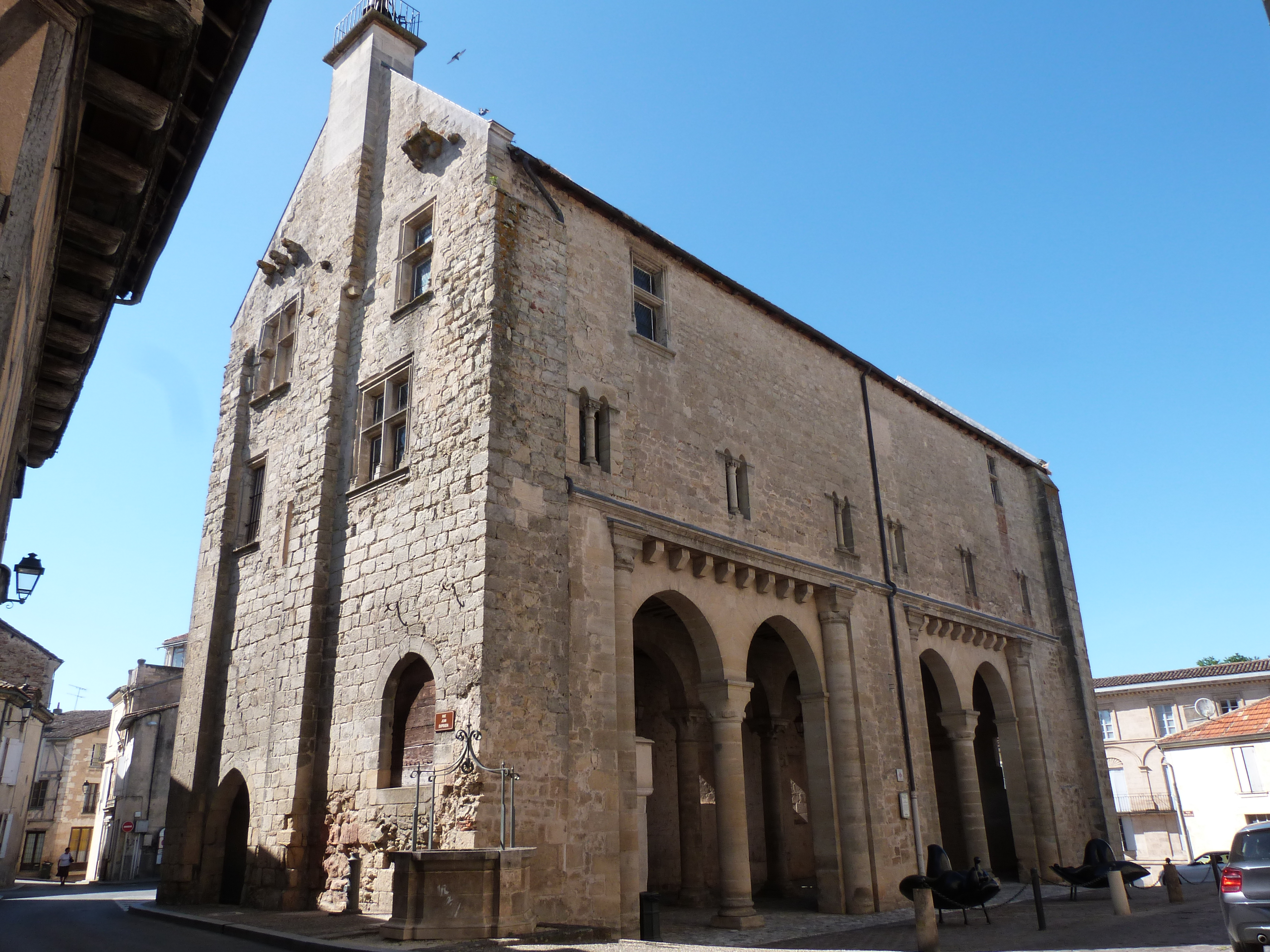
Voormalig stadhuis
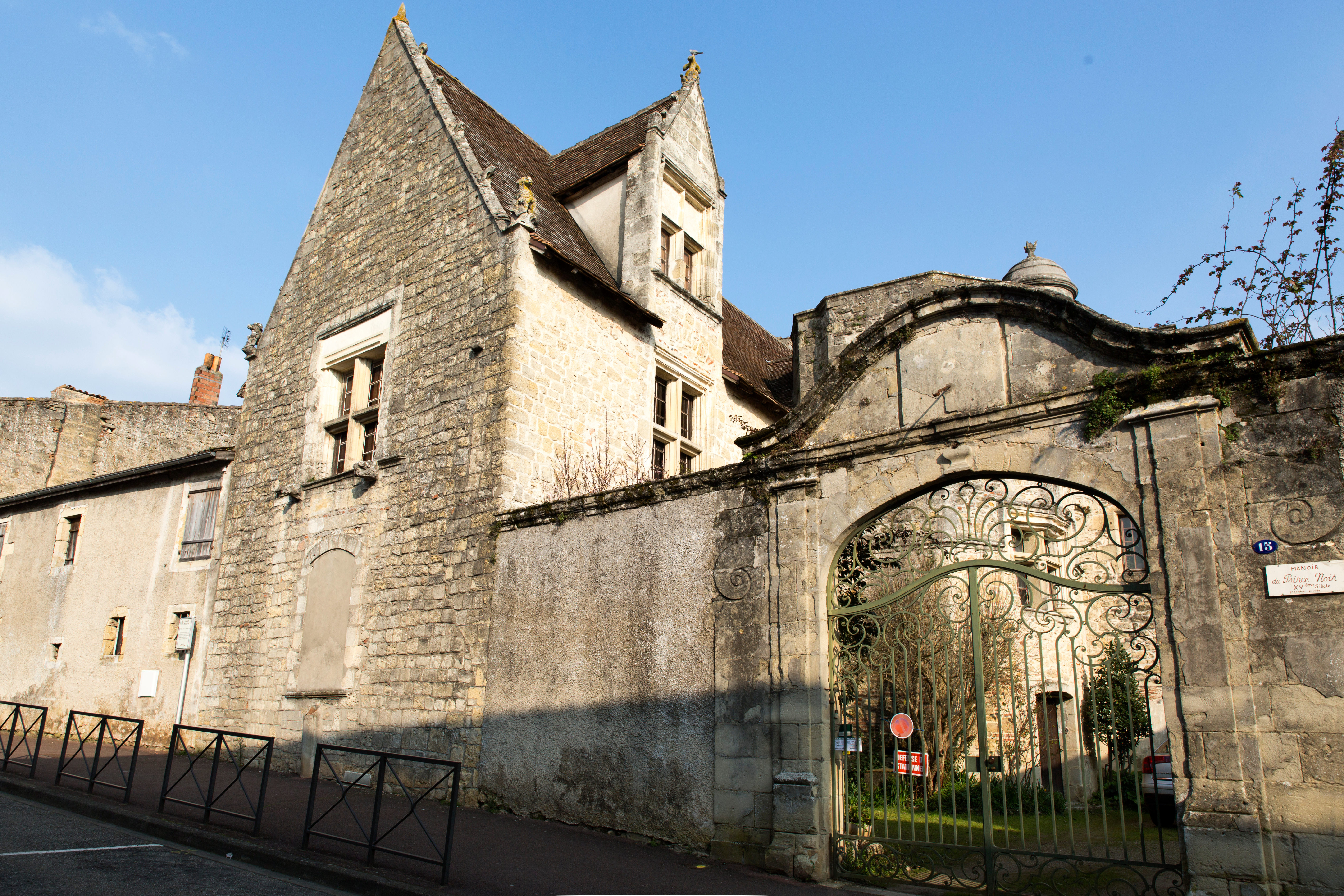
Manoir du Prince Noir
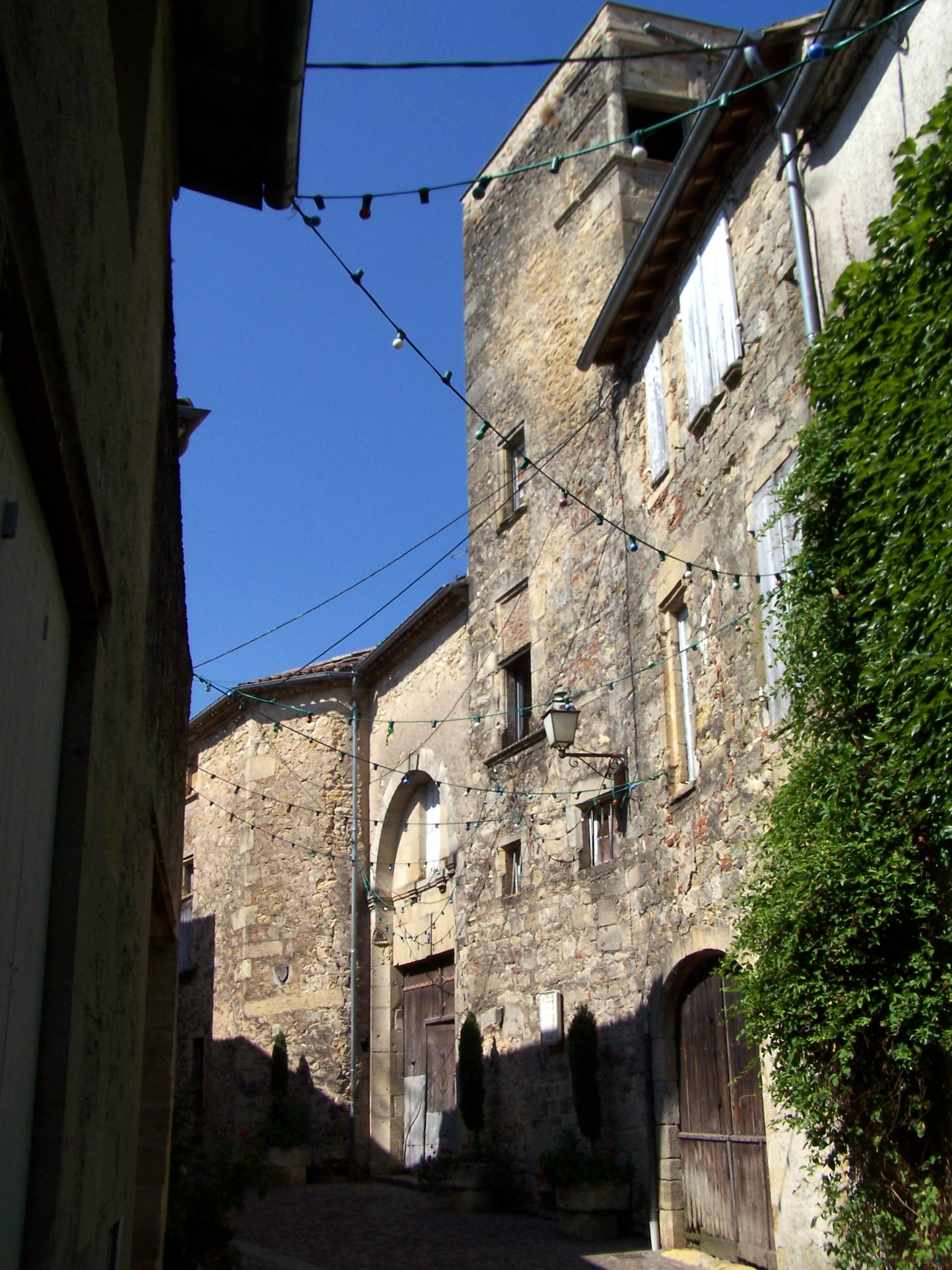
Hôtel Peysseguin
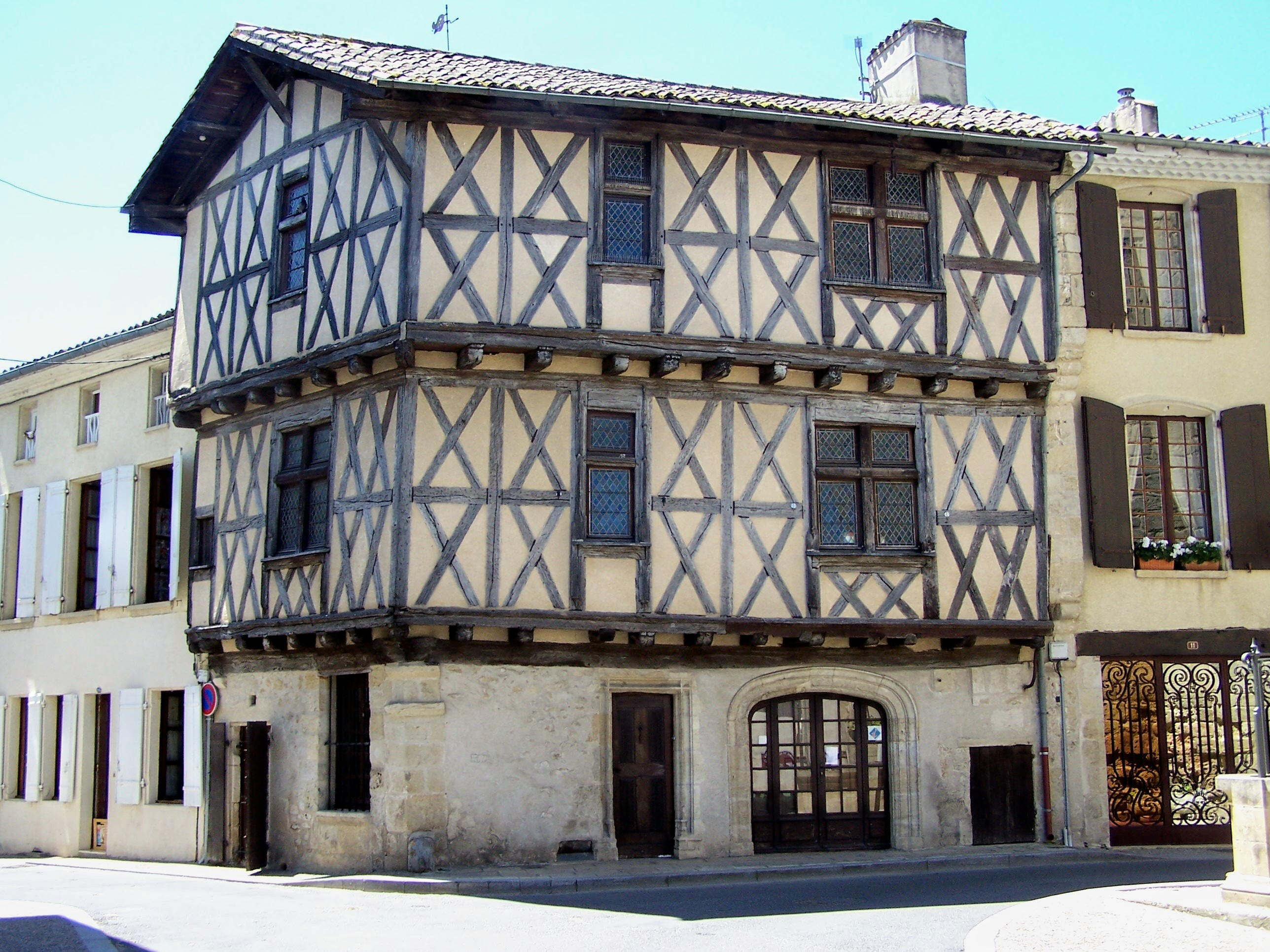
Vakwerkhuis
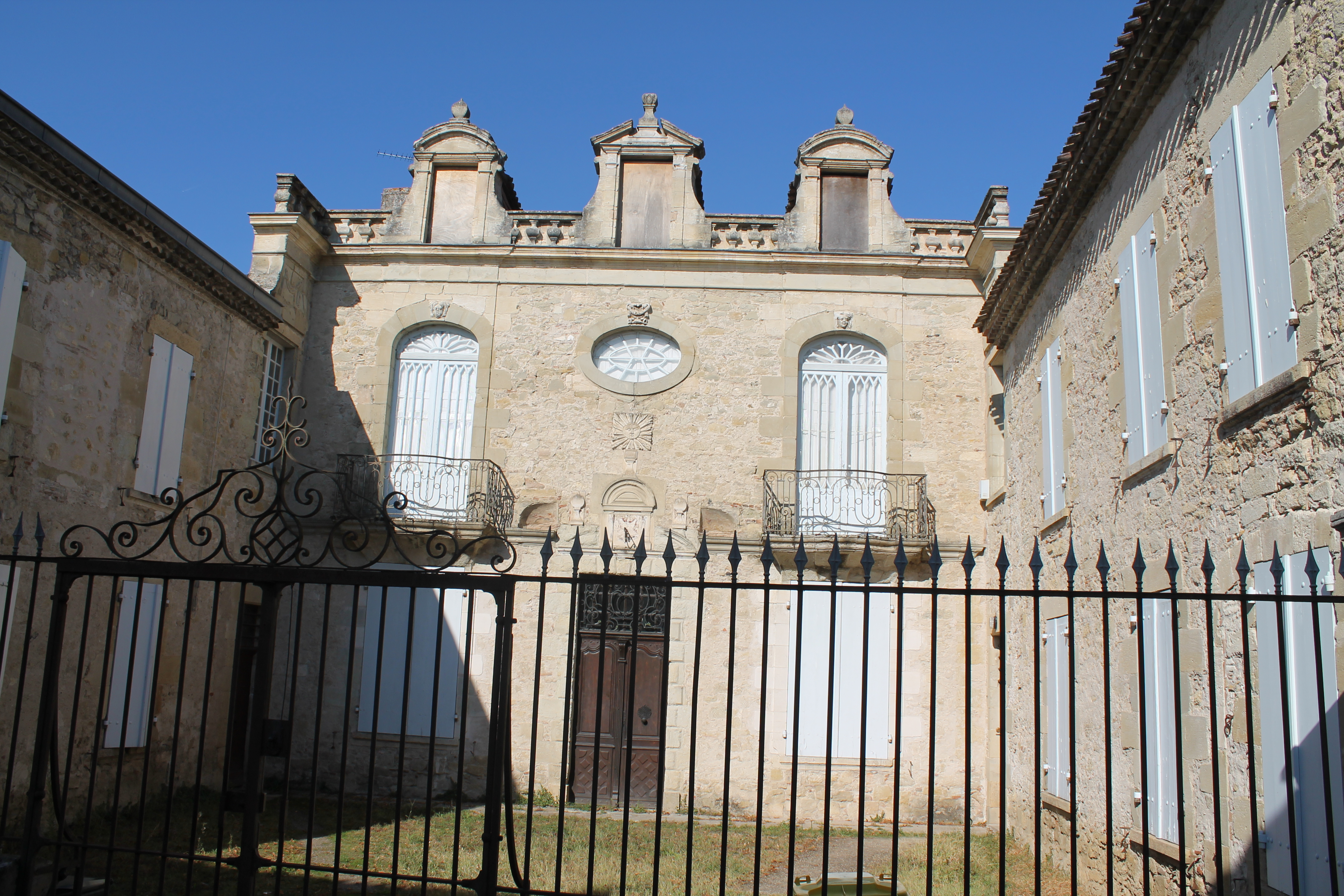
Hôtel de Briet

## Verkeer
In de gemeente ligt spoorwegstation La Réole.